# Eduskunta
Eduskunta (szw. Riksdagen) – jednoizbowy parlament w Finlandii, wybierany raz na cztery lata w wyborach powszechnych (system proporcjonalny, metoda D’Hondta).

## Nazwa
Z uwagi na fakt, że w Finlandii językami urzędowymi są fiński oraz szwedzki, parlament tego państwa posiada dwie oficjalne nazwy w obu językach – eduskunta oraz riksdagen. Fińskie słowo „eduskunta” powstało jako neologizm w XIX wieku i oznacza w przybliżeniu „zgromadzenie reprezentantów”. Zgodnie z zasadami pisowni języka fińskiego, powinno być ono zapisywane małą literą.

## Historia
Jednoizbowy parlament Finlandii został ustanowiony w 1906 roku w wyniku reform politycznych w Wielkim Księstwie Finlandii, stanowiącym ówcześnie część Imperium Rosyjskiego. Zastąpił dotychczasowy sejm stanowy. Wprowadzono wówczas w pełni równe i powszechne prawo wyborcze. 1 czerwca 1906 czynne i bierne prawo wyborcze otrzymały kobiety (po raz pierwszy w Europie). Pierwsze wybory do parlamentu miały miejsce w 1907. Wybrano wówczas 19 kobiet. Pozycja parlamentu była jednak mocno ograniczona przez podległy jedynie wielkiemu księciu Senat. 15 listopada 1917 Eduskunta stosunkiem głosów 127:68 przyjęła uchwałę o przejęciu najwyższej władzy w kraju. 6 grudnia 1917 stosunkiem głosów 127:68 uchwaliła Deklarację niepodległości.

## Uprawnienia
Do podstawowych funkcji Eduskunty należą:
- funkcja ustawodawcza – inicjatywa ustawodawcza, która przysługuje deputowanemu i Radzie Państwa, czyli rządowi
- funkcja kontrolna – możliwość egzekwowania odpowiedzialności parlamentarnej i konstytucyjnej wobec rządu
- funkcja kreacyjna – powoływanie ombudsmana i jego zastępcy, audytorów państwowych i ich zastępców, trzech audytorów parlamentarnych i ich zastępców, dziewięciu gubernatorów Banku Finlandii.

Eduskunta, przy współudziale prezydenta i sędziów Sądu Najwyższego, wybiera również premiera.